# Koshintō
Koshintō o Ko-Shintō (古神道 Ko-Shintō?) es el nombre dado a la tradición pre-shintō original del pueblo  Jōmon aún practicado hasta hoy en algunas comunidades Ainu, así como en algunas áreas de Ryūkyū.

## Creencias
En este culto, la naturaleza y la humanidad están estrechamente entrelazadas y dios es una función o la totalidad de la naturaleza que se expresa en las entidades espirituales llamadas kamuy o kamui (shiji en Ryūkyū).
El Koshintō otorga suma importancia en purificar alma y cuerpo. Se puede purificar el cuerpo al bañarse bajo una cascada, al regarse agua, a través de Kokyū-hō (práctica de poder respiratorio) y de kotodama-ho (práctica de canto mágico).

## Historia
Diez mil años atrás el pueblo Jōmon habitó el archipiélago japonés. Cerca de 2500 años atrás el pueblo Yayoi arribó del continente chino. Las dos culturas se mezclaron, propiciando las bases de la religión shintō.